# 洛恩斯托夫
洛恩斯托夫是瑞士的城鎮，位於該國中西部，由伯恩州負責管轄，面積1.8平方公里，九成土地是農業用地，海拔高度570米，2011年人口223，人口密度每平方公里124人。